# Kulpin
Kulpin ist eine Gemeinde im Kreis Herzogtum Lauenburg in Schleswig-Holstein zwischen Berkenthin und Ratzeburg.

## Geographie

### Geographische Lage
Das Gemeindegebiet von Kulpin befindet sich im zum Schleswig-Holsteinischen Hügelland zählenden Naturpark Lauenburgische Seen. Es erstreckt sich zwischen dem Behlendorfer See im Südwesten und dem Ratzeburger See im Osten. Der am Rande des Dorfs gelegene Kulpiner See schließt direkt südlich an. Am gegenüberliegenden Ufer befindet sich das Gut Kulpin. Am Übergang zur Gemeinde Groß Disnack befindet sich der Forst Kulpiner Holz zum weitaus größten Teil im benachbarten Gemeindegebiet.

### Nachbargemeinden
Direkt angrenzende Gemeindegebiete von Kulpin sind:
| Berkenthin | Groß Disnack                                | Klein Disnack |
| Hollenbek  | Kompassrose, die auf Nachbargemeinden zeigt | Einhaus       |
| Behlendorf | Albsfelde                                   | Giesensdorf   |

### Geologie
Die Relief im Gemeindegebiet ist geprägt durch die Hügel der Jungmoränenlandschaft des Östlichen Hügellands. Es steigt bis auf Höhenlagen von bis zu 52,6 Meter über NHN an. Der Kulpiner See wird gespeist vom Einhäuser Graben.
Die Geologische Übersichtskarte von Schleswig-Holstein 1:25.000 weist für den Bereich etwa 5 km weiter südlich eine in Ost-West-Richtung verlaufenden bedeutende weichselkaltzeitlich entstandene Gletscherrandlage nördlich von Mölln aus (in Teilen vermutet).

## Geschichte
Kulpin wurde urkundlich erstmals im Jahre 1228 erwähnt und ist eine slawische Gründung. Im Mittelalter war Kulpin Sitz einer Burg des lauenburgischen Adelsgeschlechts von Culpyn oder Kulpin, an deren Standort heute das Gut Kulpin zu finden ist. Es befand sich von 1697 bis 1919 im Besitz der Familie von Schrader und kam im Anschluss ins Eigentum der Landadelsfamilie von Keiser, die bis heute die Gutsanlage besitzt. Errichtet wurde das Gutshaus 1696 als schlichtes zweigeschossiges Fachwerkhaus. Seit dem 19. Jahrhundert hat es eine klassizistische Fassade.
Der Ortsname ist vom wendischen Wort für Schwan abgeleitet. Dieser ist auch auf einem Findling in der Ortsmitte dargestellt. Der Schwan dient bis in die heutige Zeit als Symbol für die Gemeinde Kulpin.

## Gut Kulpin
Das Gut Kulpin liegt etwas abgelegen vom Dorf und enthält mehrere Hallen sowie eine Werkstatt und eine Getreidetrocknungsanlage. Das Herrenhaus liegt direkt am Kulpiner See, welcher in früherer Zeit mit zwei Teichen einen kompletten Burggraben um das Gut bildete. Bis heute kann man von diesem Graben nur einige Kuhlen erkennen. Das Herrenhaus steht unter Denkmalschutz und enthält zudem einen großen Garten sowie einen Viehstall. Jedoch ist die Gutsverwaltung seit den 1960er Jahren nicht mehr in Viehhaltung tätig, sondern beschäftigt sich nur noch mit dem Ackerbau. Das Gut stand im Besitz von drei Familien: von Kulpin, von Schrader und von Keiser. Die Familie von Schrader war zwischen dem 16. und 19. Jahrhundert eine wohlhabende Familie und besaß mehrere Gutsanlagen in der Gegend sowie das Jagdschloss Kulpin, welches sich etwas außerhalb von Kulpin mit Blick auf den Behlendorfer See befindet.

## Gemeindevertretung
Bei der Kommunalwahl 2023 errang die Allgemeine Wählergemeinschaft Kulpin erneut alle neun Sitze in der Gemeindevertretung. Die Wahlbeteiligung betrug 66,7 Prozent.

## Persönlichkeiten
- Dorette Wellenkamp (1824–1904), Schriftstellerin

## Sonstiges
Einige Aufnahmen für die ZDF-Fernsehserie Das Erbe der Guldenburgs erfolgten im Schloss Kulpin.